# Paik Sun-yup

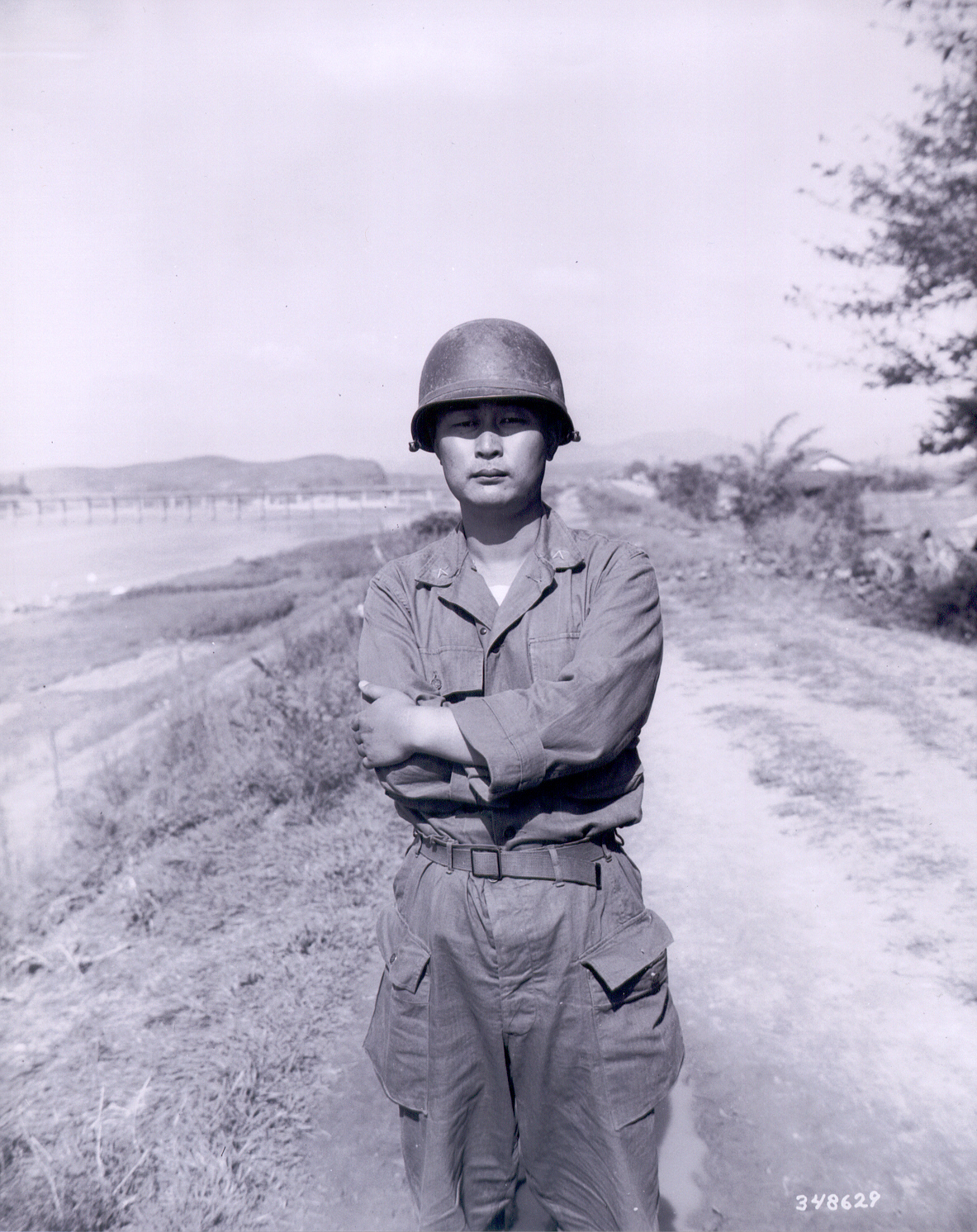
Paik Sun-yup fotografato a Daegu nel 1950

Paik Sun-yup (백선엽?; Namp'o, 20 novembre 1920 – Seul, 10 luglio 2020) è stato un militare, politico, diplomatico e imprenditore sudcoreano.

## Primi anni
Paik Sun-yup nacque il 23 novembre 1920 a Heian'nan-dō, nome che i Giapponesi, durante l'occupazione nipponica della penisola, diedero alla città di Namp'o, oggi in Corea del Nord. Secondo di tre fratelli (aveva infatti una sorella maggiore e un fratello minore), suo padre morì poco prima che nascesse. Nel 1925, la famiglia di Paik si trasferì a Pyongyang, ove affittarono un piccolissimo monolocale e vissero in condizione di povertà dal momento che la madre non riusciva a trovarsi un impiego. A causa di tale situazione, la madre di Paik cadde in depressione e tentò di suicidarsi insieme ai figli gettandosi da un ponte sul fiume Taedong, tuttavia la figlia maggiore convinse la madre a non compiere il folle gesto.
Poco dopo, la madre e la sorella di Paik trovarono lavoro in una fabbrica che produceva gomme, mentre quest'ultimo, grazie ad una borsa di studio, riuscì a frequentare le scuole elementari. Successivamente, Paik si iscrisse ad un liceo di Pyongyang, con l'obbiettivo di diventare un insegnante. Tuttavia, quando si diplomò nel 1939, decise di abbandonare la carriera da docente e di entrare nell'Accademia militare di Mukden, all'epoca città del Manciukuò.

## Carriera militare

### Esercito del Manciukuò
Dopo aver conseguito la laurea presso l'Accademia militare di Mukden nel 1944, Paik fu nominato sottotenente delle forze speciale dell'esercito imperiale del Manciukuò. Durante tale periodo, egli si occuppò per dieci mesi di reprimere duramente l'Ottava Armata della Strada, una grande unità di guerriglia campale di matrice comunista che operava nel Jiandao. Dopo che l'armata rossa invase la Manciuria e la seconda guerra mondiale terminò, Paik riparò a Pyongyang, ove conobbe e incominciò a collaborare con Kim Gu, uno dei leader del movimento indipendentista coreano. Tuttavia, nel dicembre 1945, abbandonò velocemente Pyongyang a causa dell'arrivo dei sovietici. Dopo aver raggiunto la parte della penisola amministrata dagli statunitensi, Paik si arruolò come tenente e prese parte al nucleo di soldati che avrebbe successivamente formato l'esercito sudcoreano. Nel 1948, Paik fu inviato nella provincia del Jeolla Meridionale per sopprimere una rivolta di matrice comunista organizzata dal Partito del Lavoro della Corea del Sud. Paik soffocò il tumulto nel sangue, causando la morte di all'incirca 3.000 persone. Durante questo periodo, egli conobbe un ufficiale di nome Park Chung-hee, futuro presidente e dittatore della Corea del Sud, il quale all'epoca era sotto processo in quanto accusato di guidare una cellula comunista all'interno del corpo di polizia. Park fu condannato a morte, tuttavia Paik riuscì a convincere il neopresidente Syngman Rhee a graziarlo e, durante la guerra di Corea, anche a reintegrarlo nell'esercito. Il 30 luglio 1949, Paik fu promosso a colonnello e il 23 aprile dell'anno successivo gli fu affidato il comando della 1a divisione di fanteria.

### Guerra di Corea
Quando l'esercito nordcoreano invase il sud della penisola il 25 giugno 1950 alle 4:00 del mattino (21:00 ora italiana), Paik si trovava in una caserma per addestrare gli ufficiali di stanza a Seoul. Tre ore dopo l'inizio dell'attacco, Paik fu informato dell'inizio dei combattimenti dal capo di stato maggiore, il quale aveva già mobilitato la 1ª divisione di fanteria verso il confine. 
Paik si precipitò allora verso il campo di battaglia, riprendendo velocemente il comando della 1ª divisione di fanteria, la quale era impegnata a combattere a Kaesŏng e a Munsan, un piccolo paese in provincia di Paju. Paik organizzò la difesa dei due avamposti, resistendo per tre giorni ai continui attacchi nordcoreani e ricevendo l'ordine di non ritirarsi per qualunque ragione. La 1a divisione di fanteria, infatti, era l'unico reparto dell'esercito che contrapponeva l'esercito di Kim Il-sung alla capitale Seoul. Quest'ultima, dal momento che la divisione di Paik era rimasta ben presto a corto di armamenti e viveri, cadde dopo pochi giorni. Paik, insieme alla sua armata, si ritirò, pur continuando a combattere, sempre di più, fino a quando non raggiunse il fiume Nakdong, ricongiungendosi al resto delle truppe sudcoreane che ormai controllavano soltanto la città portuale di Busan e i dintorni. Grazie alla sua continua resistenza contro le truppe nordcoreane, il 25 luglio 1950, Paik fu promosso a generale di brigata e gli fu ordinato di difendere insieme alla sua divisione il fronte lungo 88 kilometri che si trovava sul confine settentrionale del perimetro di Busan. Durante tale periodo, inoltre, alla 1a divisione di fanteria vennero accorpate anche alcune unità statunitensi, tramite l'aiuto delle quali Paik riuscì a respingere diverse divisioni nordcoreane che spingevano duramente sul fronte. L'esercito sudcoreano era infatti anche stato fornito di un adeguato armamento anticarro, che si rivelò cruciale nel controbattere i T-34/85 nordcoreani. Nell'agosto del 1950, Paik, insieme al colonnello statunitense John Michaelis lanciò una controffensiva penetrando nel territorio occupato dai nordcoreani e infliggendo a questi una dura sconfitta. 

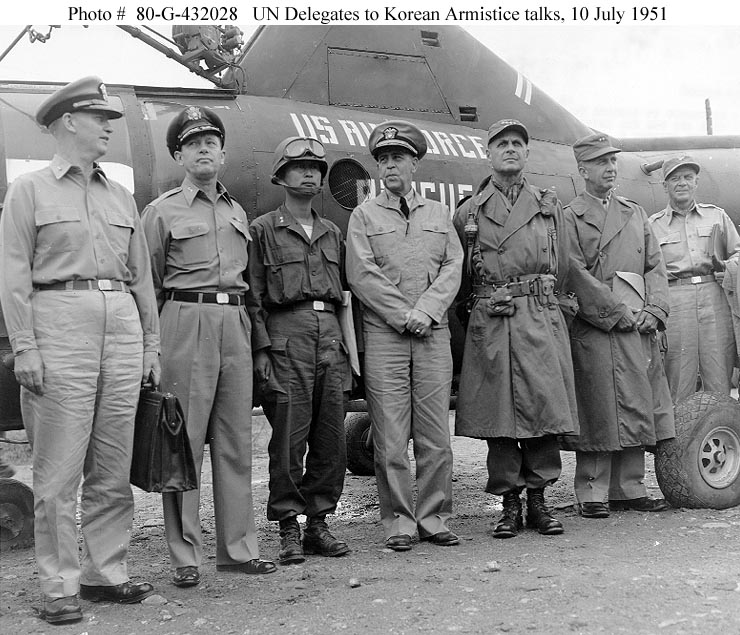
Paik Sun-yup (terzo da sinistra) insieme alla delegazione delle Nazioni Unite per i negoziati di pace nel 1951.

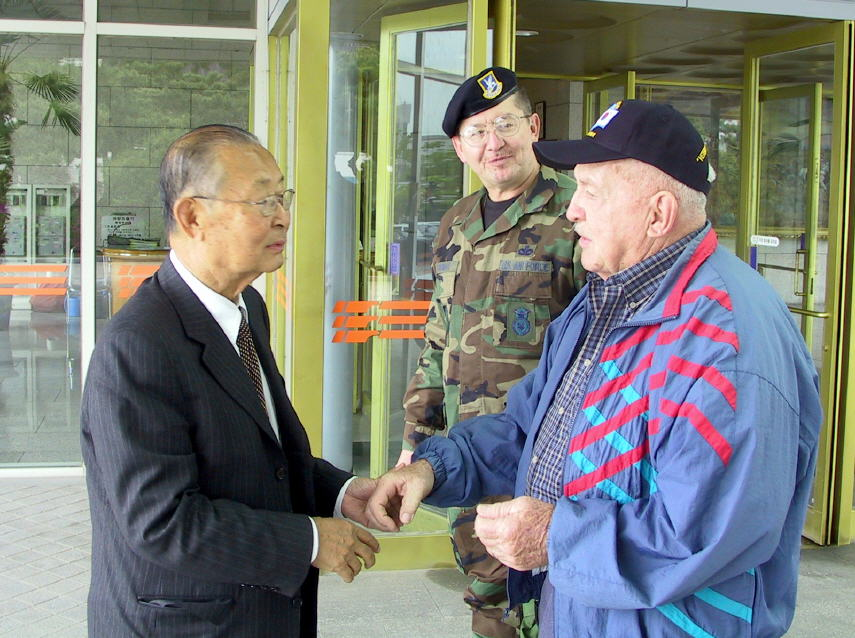
Paik Sun-yup mentre incontra nel luglio del 2002 un veterano della guerra di Corea statunitense.

L'esercito comandato da Paik, insieme a quello delle Nazioni Unite, avanzò ulteriormente, sorpassando il 38º parallelo e occupando Pyongyang e Namp'o il 19 ottobre 1950. Durante i giorni seguenti, Paik fu incaricato di proteggere e amministrare la città occupata, fino a quando non gli fu ordinato di continuare ad avanzare fino al fiume Yalu, sul confine con la Cina. Quest'ultima, sentendosi minacciata, decise di entrare nel conflitto e fu proprio Paik uno dei primi generali che si scontrò con le truppe cinesi. Egli inoltre, parlando molto bene il cinese, fu in grado di interrogare personalmente i primi prigionieri di guerra cinesi, riuscendo a informare velocemente il commando dell'attacco e delle future mosse degli avversari. Tuttavia, i suoi superiori consideravano molto improbabile un intervento cinese nel conflitto e decisero di non ascoltare le segnalazioni di Paik. Quando te truppe cinesi lanciarono un attacco massiccio contro gli alleati, Paik fu costretto a indietreggiare, mentre successivamente, riconoscendolo per i suoi meriti, gli fu affidato il comando di più corpi di fanteria, i quali tuttavia Paik dovette addestrare quasi da zero. 

#### Negoziati per l'armistizio
I colloqui per siglare un armistizio fra le Nazioni Unite e la Corea del Nord iniziarono già nel luglio del 1951 e Paik, nonostante fosse fortemente contrario alla fine del conflitto in quanto sperava ancora di riunificare la penisola coreana, fu scelto come rappresentante della Corea del Sud. Nel maggio dell'anno successivo, Paik incontrò il presidente Eisenhower, con il quale risollevò i motivi per cui egli e il popolo coreano erano fortemente contrario ad un armistizio. Tuttavia, la guerra si stagnò e anche Paik fu costretto a ratificare l'armistizio di Panmunjeom.

## Attività politica, diplomatica e imprenditoriale
Tra il 1952 e il 1959, Paik fu nominato due volte capo di stato maggiore. Dopo essersi congedato dall'esercito nel 1960, Paik divenne nel luglio dello stesso anno ambasciatore presso la Repubblica di Cina, mentre l'anno successivo fu nominato ambasciatore nei Paesi Bassi, in Belgio, n Francia, in Spagna, in Portogallo, in Lussemburgo. Durante l'attività in Francia, visitò anche il Senegal, ove incontrò il diplomatico Doudou Thiam. Grazie a questo viaggio, sempre nel 1961, Paik divenne ambasciatore anche in Gabon, Togo, Senegal, Ciad, nella Repubblica del Congo, in Madagascar, in Centrafrica, in Niger, in Costa d'Avorio, nel Benin, nella Repubblica Democratica del Congo, nell'Alto Volta e in Mauritania. Il 27 agosto 1963, dopo essere stato nominato ambasciatore Camerun, Paik conobbe e fece amicizia col presidente Ahmadou Ahidjo. Successivamente, nel luglio del 1965, Paik fu trasferito in Canada e divenne il primo ambasciatore nel paese nordamericano. Nell'ottobre del 1969, fu richiamato in patria e fu nominato ministro dei trasporti e durante tale periodo diresse la costruzione della metropolitana di Seul. Nel 1973, Paik divenne il presidente della Korea Chemical Industries, un'azienda che sotto la sua direzione divenne la maggior produttrice del tempo di fertilizzanti nel sud-est asiatico. Nel 1980, dopo essersi dimesso dalla carica di presidente nella della Korea Chemical Industries, entrò a far parte del consiglio della Fujitsu Korea, un'azienda che si occupa di tecnologia. Nel 1986, Paik incominciò a collaborare con il Ministero dell'unificazione, occupandosi di gestire la sicurezza e di tenere conferenze.
Nel 2008, suscitò molto scalpore fra l'opinione pubblica il fatto che in uno studio condotto dal Ministero degli esteri fosse stato inserito Paik nella lista di personalità filogiapponesi, in quanto all'inizio della sua carriera militare combatte nell'esercito imperiale del Manciukuò. Inoltre, nel 2009, il presidente Rho Moo-hyun dichiarò che Paik sun-yup era un personaggio della storia sudcoreana altamente controverso. In una dichiarazione del 30 gennaio 2019, Paik criticò molto duramente gli accordi stipulati durante vertice inter-coreano organizzato da Moon Jae-in
Paik Sun-yup spirò il 10 luglio 2020 all'età di 99 anni, quattro mesi prima del suo centesimo compleanno, e fu sepolto nel cimitero nazionale di Daejeon.